# Мирослав Кирчев
Мирослав Кирчев е български кануист. През 2014 година печели сребърен медал в дисциплината спринт на 1000 метра на световното първенство в Москва и бронзов медал в спринта на 500 метра на европейското първенство в Бранденбург.
На олимпийските игри в Лондон през 2012 се състезава на 1000 метровата дистанция като отпада на полуфинала.